# Skolor på Åland
Detta är en förteckning över alla skolor på Åland.

## Grundskolor

### Norra skärgården
- Brändö grundskola
- Lappo skola
- Kumlinge grundskola
- Kökar grundskola

### Södra Ålands högstadiedistrikt
- Eckerö skola
- Näfsby skola
- Södersunda skola
- Vikingaåsens skola
- Lemlands grundskola
- Lumparlands skola
- Kyrkby högstadieskola

### Norra Ålands högstadiedistrikt
- Källbo skola
- Pålsböle skola
- Geta skola
- Ödkarby skola
- Rangsby skola
- Sunds skola
- Vårdö skola
- Godby högstadieskola

### Södra skärgården
- Föglö grundskola
- Sottunga grundskola
- Kökars grundskola

### Mariehamns stadsgrundskolor
- Övernäs skola
- Ytternäs skola
- Strandnäs skola
- Waldorf Åland - Ålands Waldorfskola

## Gymnasialstadieskolor
- Ålands gymnasium består av två skolor: [1]
  - Ålands lyceum
  - Ålands yrkesgymnasium
- Ålands folkhögskola [2]
- Ålands musikinstitut [3]

## Högskola
- Högskolan på Åland [4]

## Övrig utbildning
- Alandica Shipping Academy (f.d. Ålands sjösäkerhetscentrum) [5]
- Bild- och formskolan [6]
- Medborgarinstitutet i Mariehamn - MEDIS [7]